# Dimetrodon
Dimetrodon je bio rod sinapsida iz ranog perma. Živjeli su prije nekih 295 – 272 milijuna godina. Pripada porodici Sphenacodontidae. Većinu vrsta su dugačke 1,7 - 4,6m i teže 28 – 250 kg. Popularni su zbog svojih jedra na leđima sastavljenih od izduženih bodlji koje se protežu iz kralježaka. Te su bodlje najvjerojatnije bile spojene kožom. Većinu njihovih fosila je pronađeno u jugozapadnom SAD-u, iako su noviji fosili pronađeni čak i u Njemačkoj. Od njihovog otkrića 1878. otkrivene su još mnoge vrste.
Dimetrodoni su često zamijenjeni za dinosaure iako su zapravo izumrijeli nekih 40 milijuna godina prije nego što su se prvi dinosauri pojavili. Dimetrodoni su sinapsidi što znači da su u bližem srodstvu sa sisavcima nego s dinosaurima ili bilo kojim drugim gmazovima.

## Vrste
- D. angelensis Olson
- D. booneorum Romer, 1937.
- D. dollovianus (Cope, 1888.)
- D. gigas (Cope, 1878.)
- D. gigashomogenes Case
- D. grandis (Case, 1907.)
- D. incisivus Cope, 1878.
- D. kempae Romer, 1937.
- D. limbatus Romer i Price, 1940.
- D. longiramus Case, 1907.
- D. loomisi Romer, 1937.
- D. macrospondylus (Cope, 1885.)
- D. milleri Romer, 1937.
- D. natalis (Cope, 1878.)
- D. obtusidens (Cope, 1880.)
- D. occidentalis Berman, 1977.
- D. platycentrus Case, 1907.
- D. rectiformis Cope, 1878.
- D. semiradicatus Cope, 1881.
- D. teutonis Berman et al., 2001.

## Galerija
- Dimetrodon gigashomogenes
- Dimetrodon grandis
- Dimetrodon milleri
- Dimetrodon loomisi